# Asociación Olímpica y de los Juegos Commonwealth de Suazilandia
La Asociación Olímpica y de los Juegos Commonwealth de Suazilandia, (IOC código: SWZ) es el Comité Olímpico Nacional que representa Suazilandia. Fue creado en 1968 y oficialmente reconocido por el Comité Olímpico Internacional en 1972. Tras el cambio de nombre del país en abril de 2018, la Asociación de Juegos Olímpicos y de la Commonwealth de Suazilandia cambió su nombre a la Asociación de los Juegos Olímpicos y de la Commonwealth de Eswatini.

## Presidentes
- Zombodze Magagula (2013-2017)
- Peter Shongwe (2017-presente)